# Decàpter
El decàpter (Decapterus punctatus) és un peix teleosti de la família dels caràngids i de l'ordre dels perciformes.

## Morfologia
Pot arribar a 30 cm de llargària total i a 300 g de pes.

## Distribució geogràfica
Es troba a les costes de l'Atlàntic occidental (des de Nova Escòcia -Canadà-, el Golf de Mèxic i el Carib fins a Rio de Janeiro -Brasil-) i de l'Atlàntic oriental (des del Marroc fins a Sud-àfrica, incloent-hi l'Arxipèlag de Madeira, les Illes Canàries, Cap Verd i Santa Helena).